# Csang Mjon
Csang Mjon (장면; 張勉; Szöul, 1899. augusztus 28. – 1966. június 4.) dél-koreai politikus, 1950–1952 és 1960-1961 között hazája miniszterelnöke, 1956 - 1960 között alelnöke.